# Karnais tunnel

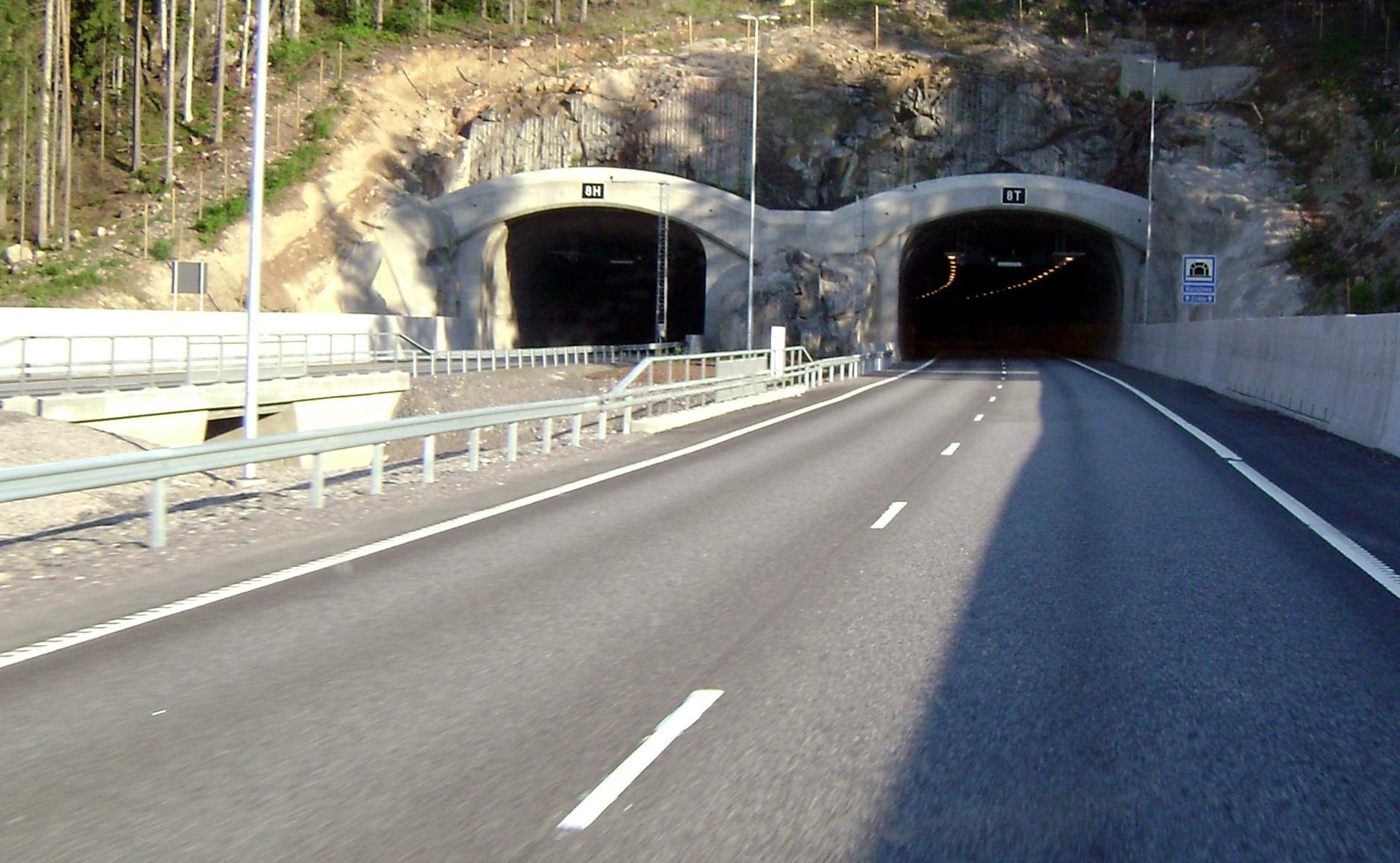
Karnais dubbeltunnel, östra infarten.

Karnais vägtunnel (finska: Karnaisten tietunneli), är en 2 230 meter lång motorvägstunnel i Lojo kommun i Nyland, längs Riksväg 1 (E18). Den öppnades 28 januari 2009 och är Finlands näst längsta vägtunnel (efter Tammerfors strandtunnel; tredje längst är Nordsjö vägtunnel). Tunneln har fått sitt namn efter orten Karnais.